# Tisonia glabrata
Tisonia glabrata là một loài thực vật có hoa trong họ Liễu. Loài này được Baill. miêu tả khoa học đầu tiên năm 1886.